# درون و برون
درون و برون نام مجموعهٔ عروسکی پرطرفداری است که در دههٔ ۶۰ از شبکهٔ دو سیما در قالب برنامهٔ کودک از تلویزیون جمهوری اسلامی ایران پخش شد.
درون برون داستان دو عروسک به نام‌های درون و بیرون بودند که در هر قسمت به بررسی بدن انسان و مسائل علمی پیرامون آن می‌پرداختند.
مثلاً در قسمتی به مسیر و فرایند گوارش در انسان به صورت پویانمایی کاغذی پرداختند.
درون اغلب از برون حقایق ماجراهای و وقایع را بهتر می‌دانست و همین تفاوت دانشی با برون بود که لحظاتی خنده‌دار و در عین حال علمی را برای بچه‌ها به تصویر می‌کشید.

## شخصیت‌ها
- درون: شخصیتی همه چیز دان بود و همو او بود که شرح آن قسمت از مجموعه برای برون می‌داد. صدا پیشه این عروسک فاطمه معتمد آریا بود.
- برون: شخصیتی کنجکاو و پرسشگر بود که اغلب با برخی سوالاتش در آن ماجرای علمی برون را عصبانی می‌کرد. صدا پیشه عروسک برون آزاده پورمختار بود.